# Hugues Grondin
Pour les articles homonymes, voir Grondin.
Hugues Grondin (né le 6 août 1959 à Bouguenais) est un coureur cycliste professionnel français. 

## Biographie
Contrôlé positif lors du Tour d'Espagne 1982, il perd le bénéfice de ses deux victoires d'étapes et ne retrouve pas d'équipe. Il revient alors chez les amateurs au VC Challans. 

## Palmarès

### Amateur
200 victoires.
- 1977
  - 2e du championnat de France de poursuite juniors
- 1978
  - Championnat d'Atlantique-Anjou de poursuite
- 1979
  - Championnat d'Atlantique-Anjou de poursuite
  - Flèche finistérienne
  - 2e du Tour de Gironde-Sud
  - 2e des Deux Jours cyclistes de Machecoul
- 1980
  - Tour d'Ille-et-Vilaine
  - Trois Jours de Vendée :
    - Classement général
    - 1re étape

  - 2e du Tour de La Réunion

### Professionnel
- 1981
  - Classement des Sprinters (metas volantes) du Tour d'Espagne
- 1982
  - 9e[2] et 16e étapes du Tour d'Espagne

## Résultats sur les grands tours

### Tour d'Espagne
2 participations
- 1981 : 48e, vainqueur du classement des metas volantes
- 1982 : 56e